# Cendrillon
Cendrillon és una òpera en quatre actes, amb música de Jules Massenet sobre un llibret francès d'Henri Cain. Va ser composta entre 1894 i 1895, però no va ser estrenada fins al 24 de maig de 1899 a l'Opéra-Comique de París, en el cim de l'èxit de Massenet. Va obtenir un èxit immediat, amb cinquanta representacions en la seua primera temporada. És una de les més encisadores òperes de Massenet, i després de Manon i Werther, és una de les més interpretades entre les seues vint-i-cinc òperes, tot i que no s'ha consolidat com a part del repertori operístic estàndard. El llibret està basat en la versió del conte de fades La ventafocs de Charles Perrault.
L'infantívol personatge del Príncep Encantat és un paper transvestit, cantat per una soprano Falcon; o "Soprano de sentiment"— segons indica el llibret, una veu de soprano fosca i dramàtica, característica de l'òpera francesa. Aquest registre vocal contrasta amb l'escriptura de coloratura de la fada. El toc del Segle XVIII que reclama un personatge transvestit és evocat amb uns enginyosos pastitxes de música galant, com el trio per a llaüt, viola d'amore i flauta que no reïx a despertar l'interès del melancòlic i silenciós Príncep Encantat al principi de l'Acte II. Hi ha un brillant i mundà ballet, una sèrie d'entrées al ball de princeses que no satisfan el príncep, que contrasta amb l'espectral ballet sota la "llum blavosa" a l'Acte IV, on Cain insereix un episodi únic d'aquesta Ventafocs, en el qual Lucette (com és anomenada Cendrillon) i el seu príncep són aïllats i sotmesos a les arts de la Fée (la Fada). L'enginyós tractament de la línia de cant, adaptada a l'idioma francès, manté una atmosfera lleugera al llarg de tota l'obra. Les refilades i arpegis de coloratura de la Fada són especialment màgics.

## Sinopsi
Lloc i temps llegendaris; al voltant del Segle XVIII

### Acte I
Curt preludi descriptiu d'un temps llegendari. La casa de Madame de Ia Haltière. Una gran sala amb una llar, els servents corren amunt i avall, intentant complir les confuses ordres. "Quina dona!" és el seu crit, però s'aturen un poc, esgotats, quan entra Pandolphe. Somriu, compassiu, dient-los que no es preocupen. Els servents l'informen que com a amo ell els respecta, però que la senyora, "La, la !" és ben bé una altra història. Pandolphe es lamenta d'haver deixat la seua vida tranquil·la al camp, amb la seua filla, en haver-se casat amb una dona amb dues filles horribles que maltracten Lucette i que han pres el poder de la casa. No obstant això, exclama: "Algun dia aconseguiré ser l'amo!" Mentre parla, els servents anuncien la seua muller, qui apareix amb les seues orgulloses filles. (Mme. de la Haltière: "Poseu-vos ben belles aquesta nit.") Anuncia a les seues filles que aqueixa nit hi ha recepció a palau, i els dona instruccions de com ha de ser el seu capteniment. "El ball és un camp de batalla," manifesta. "No sigueu banals ni massa originals!" També les fa ballar el minuet, amb gran cerimònia. (Mme. de la H: "Els gestos han de ser graciosos.") Els servents, encara enfeinats, porten els sastres, modistes i perruquers, els quals adornen les noies amb magnificència, i després se'n van. Mentre dura llur toilette, la mare actua convulsivament, semblant tan estranya que tots els presents la miren estupefactes. Apareix Pandolphe, sumptuosament vestit; però les tres dones fan comentaris irònics per la seua indiferència. "No trobeu res agradable a dir davant de tanta bellesa?" pregunten irades les fillastres. "L'hauríem de tancar, és boja," es diu divertit a si mateix a propòsit de la seua muller. Tots surten corrents cap al ball (Pandolphe: "La meua pobra Lucette, me'n vaig!"), comentant els seus propers triomfs, mentre els servents comenten com són de lletges les noies.
La Ventafocs apareix, trista. (Cendrillon: "Con són de felices les meues germanes!") Les seues germanes assisteixen a balls, i gaudeixen d'una vida indolent, mentre que ella ha de treballar a tota hora. Ella és el petit grill, el lloc del qual és la terra, mentre les papallones volen embolcallades per la llum del sol. Asseguda al costat de la llar, s'adorm. La música es torna suau i dolça, i la Fada entra. (La Fada: "Dolça noia.") Invoca als follets, silfs i gnoms. (Els sis esperits: "Quin és el vostre desig?") Els demana que facen que la Ventafocs siga feliç i bonica. (La Fada: "Feu-li un vestit de màgic teixit.") (Cor de fades: "Tots els ocellets ens prestaran les ales."). A un d'ells li encarrega que faça de cotxer, altre de mosso de cavalls, altre ha de fer un filtre d'amor, altre ha d'actuar com a patge, i la resta com a postillons. Quan tot està enllestit, desperten la Ventafocs, i l'informen que ella també anirà al ball. De sobte s'adona que està magníficament abillada amb un vestit digne d'una reina. Entusiasmada es posa a ballar, i admira les boniques i petites fades i el luxós carruatge. La Fada l'adverteix que ha d'abandonar el ball exactament a mitjanit, i li dona una sabata de cristall màgica, que farà que la seua madrastra i les germanastres no la reconeguen. Amb gran emoció, i amb totes les fades ballant al voltant, la Ventafocs corre al ball.

### Acte II
El palau reial. La sala de ball i els jardins estan brillantment il·luminats. Hi ha un curt preludi i quan s'alça el teló el Príncep Encantat, únic fill del rei, està escoltant la música d'un llaüt, tractant d'entretenir-se. El mestre de cerimònies, seguit pels cortesans, s'acosta, pronunciant compliments buits i fent reverències obsequioses. El príncep ni tan sols s'adona de la seua presència, i hi ha un mormoleig de disgust quan els cortesans surten. Ara entra un grup de savis, però el coneixement tampoc interessa al príncep, i ni els escolta. Altre grup de polítics rep el mateix tracte. Descoratjats abandonen la sala. Sospirant, el príncep deplora la seua infelicitat. (Príncep Encantat: "Aneu-vos-en, deixeu-me en el meu tedi.") Somia en trobar una dona a qui puga estimar amb tot el seu cor, però cap no li agrada. El rei apareix amb molta pompa, amb la seua cort (El rei: "Fill meu, has d'obeir"), i anuncia que les filles dels nobles principals del seu regne desfilaran davant del seu fill, i entre totes elles haurà de triar una promesa. Aquestes entren, ricament engalanades (Cor: "Tria! Pren la teua promesa!"), i amb gran cerimònia fan una reverència davant del príncep. Al final de la desfilada apareix Madame de la Haltière amb les seues dues filles, acompanyades pel degà de la facultat, el mestre de cerimònies i el primer ministre. El pobre Pandolphe es queda a part. (Septet: "Som en la seua presència.") Madame i les seues filles ballent un rígid minuet amb els tres funcionaris. Les noies estan nervioses i emporuguides, i obliden els passos. Enmig de la confusió apareix Cendrillon. El príncep la mira amb delit, i es produeix una expectació general. (Cor: "Mireu l'extraordinària bellesa!") La madrastra i les seues filles estan enfurides, però gràcies a la sabata màgica no reconeixen Cendrillon. Tothom la reconeix com la seua futura reina. Pandolphe està ebri d'admiració. El príncep s'adreça a Cendrillon apassionadament (Príncep: "Oh somni encisador, que ve sol per mi"), preguntant-li el seu nom. Cendrillon li respon modestament, "Per a vós jo sóc la Inconeguda." (Cendrillon: "Vós ho heu dit; jo sóc un somni"; Duet, Cendrillon, el Príncep: "Potser us perdré?.") El príncep, cada vegada més enamorat, li declara la seua passió i les mirades de Cendrillon li indiquen que és correspost. En el punt culminant de la seua extàtica felicitat el rellotge toca les dotze. La Ventafocs se'n va corrents, deixant el príncep completament encisat, però el ball continua i el teló cau.

### Acte III
Igual que a l'Acte I. Entra Cendrillon, sense alè i excitada. (Cendrillon: "Al final he arribat!") Narra la seua precipitada fugida a través dels jardins del palau, la por que ha sentit en passar al costat de les fantasmals estàtues de marbre sota la llum de la lluna, i com ha perdut la màgica sabata de cristall. Piadosament, demana a la seua fada que l'ajude. Sona el carilló. Cendrillon, tranquil·la, se'n riu de les seues pors; després, observant el familiar indret, compara el seu miserable estat amb el seu triomf en el ball. En escoltar els seus pares que arriben, s'amaga a la seua cambra.
Els quatre entren discutint. Pandolphe insisteix que l'encisadora inconeguda és bella; però les altres no veues res en ella. (Quartet: " És cert, és cert!") La madrastra, declara que de fet el príncep ha fet molt bé en despatxar-la de mala manera. Pandolphe intenta replicar, però és tallat per la intervenció de la seua muller fent recompte dels seus il·lustres ancestres. Les filles expressen llur aprovació, però Pandolphe, resignat, diu que s'estimaria més ser un plebeu si amb això tingués tranquil·litat. Entra Cendrillon. "Què us passa, estimat pare," pregunta gentilment. La seua calma exaspera les excitades dones, que intenten contar totes alhora el que ha passat al ball. (Tercet: "Una inconeguda, una intrigant.") Pandolphe no pot dir-hi paraula. Cendrillon pregunta què ha dit el príncep quan la inconeguda ha desaparegut tan sobtadament. "Ha dit que si bé els seus ulls l'han enganyat al principi, la inconeguda era massa estranya com per a enamorar-s'hi" és la irònica resposta. Cendrillon empal·lideix. Pandolphe ordena a les tres dones que surten. Elles reaccionen amb insults, i amb salvatge histèria se'n van a la seua cambra. Pandolphe intenta consolar la seua filla (Pandolphe, Recitatiu: "Pobra estimada filla meua"; Duet, Pandolphe, Cendrillon: "Anem, abandonem aquesta ciutat"), dient que ambdós abandonaran el país, i tornaran a ser feliços. Cendrillon es mostra feliç. Plegats, colliran flors, escoltaran el rossinyol, i totes les penes s'oblidaran! Besant-la tendrament, Pandolphe surt. Cendrillon, sola, medita en tot allò que ha succeït (Cendrillon: "He d'anar-me'n, però sola, benvolgut pare"), cavil·lant sobre els dubtes del príncep envers ella. Ha somiat en l'amor, però ara que ha despertat vol acomidar-se de tot el que fins ara ha estat la seua vida: les guatlles que ha criat, el ram de Pasqua beneït que adorna la xemeneia, i la butaca on tantes vegades ha descansat en braços de sa mare. Plorant, crida sa mare. De sobte s'escolten trons, i Cendrillon se'n va enmig de la tempesta.
Canvi d'escena: el país de les fades, un bell prat farcit de flors; la mar al fons. És de nit. (Cor d'esperits: "Ah, ombres fugisseres!") Entren tres esperits (Tercet: "Allà lluny, en la foscor!"); comuniquen als altres que han vist una criatura mortal que s'acosta. La fada, asseguda en la branca d'un roure, afegeix que hi ha un altre mortal, un bell jove; que ambdós estan enamorats però que cap dels dos ha de veure l'altre. (La Fada: "No els deixeu que es puguen veure.") El príncep Encantat i Cendrillon vagarejen enmig pel prat, separats només per un mur de flors, invisible l'un a l'altre. S'agenollen davant del roure. (Duet, el Príncep, Cendrillon: "Una pobre ànima en pena": "Vós que podeu veure-ho tot.") El príncep expressa la seua perduda felicitat, i Cendrillon suplica a la Fada que li la retorne. Mentre parlen, reconeixen cadascú la veu de l'altre, però encara no es poden veure. La Fada, fent-se visible davant d'ells, belluga la seua vareta màgica i el mur de flors desapareix. Les fades envolten els dos enamorats, cantant, i amanyagats per llurs veus, cauen en un màgic somieig (Cor d'esperits: "Dormiu, somieu").

### Acte IV
Terrassa de Cendrillon. Curt preludi en clau de pau i felicitat. Pandolphe s'inclina sobre Cendrillon, que dorm. L'ha trobada al costat d'un rierol, insensible, i l'ha portada amb ell. De sobte es desperta, encisada. Son pare la consola, i li conta que en somnis parlava del ball del príncep, d'un roure encantat i d'una sabata de cristall. "Així que tot ha estat un somni?" pregunta Cendrillon. "Sens dubte, filla, aquestes coses no han succeït" és la resposta. Se senten veus de noies en la distància (Cor: "Obri la teua porta i la teua finestra"), saludant la primavera. Joiosament criden Cendrillon, qui respon (Cendrillon: "Torna la primavera!"). La veu de les noies desapareix. La madrastra s'acosta, i Pandolphe agafa la seu filla de la mà i ambdós fugen. Madame de Ia Haltière, com de costum, entra precipitadament, seguida d'una colla de criats (Mme. de Ia H.: "Veniu, aneu"). Anuncia que el rei ha enviat a buscar per tot arreu princeses que puguen agradar al Príncep Encantat, però que quan després d'examinar-les totes i que cap no li agrade, llavors, serà el torn d'ella i de les seues filles, i segur que una d'aquestes, amb els seus atractius el captivarà. Se sent l'herald del rei acostant-se, la madrastra fa una pregona reverència, i després surt precipitadament, empenyent a tort i a dret els criats. L'herald anuncia que el príncep rebrà avui les princeses, les quals hauran de provar-se una sabata de cristal que l'encisadora Inconeguda va perdre en el ball. Cendrillon, que acaba d'entrar, oculta als presents exclama: "El meu somni era, doncs, vertader!".
Canvi d'escena: saló del tron, a migdia. (Cor: "Hurra, Hurra, el corteig avança.") Penetra el seguici de les princeses, passant davant del príncep. El príncep es mostra trist i absent; els seus ulls estan fixos en la sabata de cristall i es troba a punt d'esvanir-se. Se sent la veu de la Fada. (Cor: "Encantament, Meravella.") Demana al príncep que òbriga els ulls, i en fer-ho veu Cendrillon davant d'ell. Ella li parla dolçament, i la fada junta les mans dels dos enamorats. La sabata només serveix per a ella. Pandolphe abraça amb alegria la seua filla, i la madrastra, la felicita efusivament, amb afectació: "Filla meua! - La meua estimada Lucette" Pandolphe, adreçant-se a la concurrència declara que tot ha conclòs feliçment, i tots hi estan d'acord. (Chorus: "La funció ha conclòs!")

## Discografia
- 1978 Julius Rudel, direcció d'orquestra. Repartiment: Frederica von Stade (mezzosoprano) Cendrillon; Nicolai Gedda (tenor) Prince Charmant; Jane Berbié (soprano) Madame de la Haltière; Jules Bastin (baix) Pandolfe; Ruth Welting (soprano) La Fée; Teresa Cahill (soprano) Noémie; Elizabeth Bainbridge (mezzosoprano) Dorothée; Claude Méloni (tenor) Le Roi, La Voix du Héraut; Paul Crook (tenor) Le Doyen de la Faculté; Christian du Plessis (baríton) Le Surintendant des Plaisirs; John Noble (baríton) Le Premier Ministre. Ambrosian Opera Chorus i la Philharmonia Orchestra. Enregistrada a l'All Saints Church, Londres. Segell: Sony Classical SM2K91178 [dos discos]